# كزبرة خشنة الورق
كزبرة خشنة الورق (الاسم العلمي: Coriandrum setifolium) هي نوع غير مؤكد من النباتات يتبع جنس الكزبرة من الفصيلة الخيمية.